# 1976年モントリオールオリンピックのアメリカ合衆国選手団
1976年モントリオールオリンピックのアメリカ合衆国選手団（1976ねんモントリオールオリンピックのアメリカがっしゅうこくせんしゅだん）は、1976年7月17日から8月1日にかけてカナダのモントリオールで開催された1976年モントリオールオリンピックのアメリカ合衆国選手団、およびその競技結果。

## 概要
今大会は金メダル34個、銀メダル35個、銅メダル25個の合計94個のメダルを獲得した。

## メダル
- 金 アーニー・ロビンソン - 陸上競技男子走幅跳
- 金 マック・ウィルキンズ - 陸上競技男子円盤投

- 銀 ランディ・ウィリアムズ - 陸上競技男子走幅跳
- 銀 フランク・ショーター - 陸上競技男子マラソン

- 銅 ドワイト・ストーンズ - 陸上競技男子走高跳
- 銅 ケイト・シュミット - 陸上競技女子やり投げ